# Calyptraeotheres garthi
Calyptraeotheres garthi is een krabbensoort uit de familie van de Pinnotheridae. De wetenschappelijke naam van de soort is voor het eerst geldig gepubliceerd in 1975 door Fenucci.